# Lithophyllum tumidulum
Lithophyllum  tumidulum Foslie, 1901  é o nome botânico  de uma espécie de algas vermelhas pluricelulares do gênero Lithophyllum, família Corallinaceae.
- São algas marinhas encontradas na Rússia, Japão e Coreia.

## Sinonímia
- Dermatolithon tumidulum  (Foslie) Foslie, 1909
- Tenarea tumidulum  (Foslie) Adey, 1970
- Titanoderma tumidulum  (Foslie) Woelkerling, Y.M. Chamberlain & P.C. Silva, 1985